# Philip Walhouse Chetwode
Philip Walhouse Baron Chetwoode, britanski feldmaršal, * 1869, † 1950.